# Ruda, Rohatîn
Ruda (în ucraineană Руда) este un sat în comuna Pidhoroddea din raionul Rohatîn, regiunea Ivano-Frankivsk, Ucraina.

## Demografie
Componența lingvistică a localității Ruda
     Ucraineană (99,58%)
     Alte limbi (0,21%)
Conform recensământului din 2001, majoritatea populației localității Ruda era vorbitoare de ucraineană (99,58%), existând în minoritate și vorbitori de alte limbi.